# Tschechische Badminton-Mannschaftsmeisterschaft 2014
Die Tschechische Badminton-Mannschaftsmeisterschaft der Saison 2013/2014 gewann das Team von Sokol Veselý Brno Jehnice.

## Vorrunde
| Platz | Team                                 | Punkte | Spiele | G | U | V | Spielpunkte |   |    | Sätze |   |     | Bälle |   |      |
| ----- | ------------------------------------ | ------ | ------ | - | - | - | ----------- | - | -- | ----- | - | --- | ----- | - | ---- |
| 1     | TJ Sokol Veselý Brno-Jehnice         | 20     | 7      | 6 | 1 | 0 | 45          | - | 11 | 96    | - | 32  | 2505  | - | 1967 |
| 2     | BK 1973 Deltacar Benátky nad Jizerou | 19     | 7      | 6 | 0 | 1 | 37          | - | 19 | 80    | - | 45  | 2361  | - | 2023 |
| 3     | Sokol Radotín Meteor Praha           | 17     | 7      | 5 | 0 | 2 | 38          | - | 18 | 82    | - | 44  | 2395  | - | 2128 |
| 4     | BaC Kladno                           | 13     | 7      | 3 | 0 | 4 | 24          | - | 32 | 58    | - | 69  | 2232  | - | 2253 |
| 5     | USK Plzeň                            | 13     | 7      | 3 | 0 | 4 | 24          | - | 32 | 58    | - | 75  | 2385  | - | 2473 |
| 6     | TJ Astra ZM Praha                    | 12     | 7      | 2 | 1 | 4 | 25          | - | 31 | 58    | - | 79  | 2398  | - | 2547 |
| 7     | TJ Sokol Dobruška                    | 11     | 7      | 2 | 0 | 5 | 23          | - | 33 | 56    | - | 75  | 2240  | - | 2472 |
| 8     | BK TU v Liberci                      | 7      | 7      | 0 | 0 | 7 | 8           | - | 48 | 31    | - | 100 | 1970  | - | 2623 |

## Viertelfinale
- BaC Kladno – USK Plzeň: 5:3
- Sokol Radotín Meteor Praha – TJ Astra ZM Praha: 7:1

## Halbfinale
- TJ Sokol Veselý Brno-Jehnice – BaC Kladno: 8:0
- BK 1973 Deltacar Benátky nad Jizerou – Sokol Radotín Meteor Praha: 4:4 (10:9)

## Spiel um Bronze
- Sokol Radotín Meteor Praha – BaC Kladno: 6:2

## Finale
- TJ Sokol Veselý Brno-Jehnice – BK 1973 Deltacar Benátky nad Jizerou: 6:0